# Israel en los Juegos Paralímpicos de París 2024
Israel estuvo representado en los Juegos Paralímpicos de París 2024 por un total de 27 deportistas, 14 mujeres y 13 hombres.

## Medallistas
El equipo paralímpico israelí obtuvo las siguientes medallas:
| Nombre                                                                    | Deporte                  | Evento                           |
| ------------------------------------------------------------------------- | ------------------------ | -------------------------------- |
| Oro                                                                       |                          |                                  |
| Ami Omer Dadaon                                                           | Natación                 | 100 m libre S4 masculino         |
| Ami Omer Dadaon                                                           | Natación                 | 200 m libre S4 masculino         |
| Asaf Yasur                                                                | Taekwondo                | –58 kg masculino                 |
| Moran Samuel                                                              | Remo                     | Scull individual PR1W1x femenino |
| Plata                                                                     |                          |                                  |
| Lihi Ben-David Gal Hamrani Noa Malka Or Mizrahi Roni Ohayon Elham Mahamid | Golbol                   | Torneo femenino                  |
| Ami Omer Dadaon                                                           | Natación                 | 150 m estilos SM4 masculino      |
| Bronce                                                                    |                          |                                  |
| Ami Omer Dadaon                                                           | Natación                 | 50 m libre S4 masculino          |
| Mark Malyar                                                               | Natación                 | 100 m espalda S8 masculino       |
| Shahar Milfelder Saleh Shahin                                             | Remo                     | Doble scull PR2Mix2x mixto       |
| Guy Sasson                                                                | Tenis en silla de ruedas | Quad individual mixto            |